# 桂林三宝
桂林三宝是中国广西壮族自治区桂林市三种特产的总称，据《桂林市志》记载、桂林市人民政府办公室《关于加强“桂林三宝”生产经营管理的通知》（市政办[1992]96号）和《桂林市人民政府关于确定“桂林三宝”原产地域的函》（市政函[2002]85号）规定，其产品为：
- 桂林三花酒
- 桂林腐乳
- 桂林辣椒酱

但是，《桂林市志》和《关于加强“桂林三宝”生产经营管理的通知》对“桂林三宝”的生产厂商做了规定，即“桂林三宝”的正宗产品是指由桂林酿酒总厂生产的象山牌、桂林牌三花酒，由桂林腐乳厂生产的花桥牌、象山牌腐乳，及由原桂林酱料厂生产的花桥牌辣椒酱。由于三家企业如今已分别改制为桂林三花股份有限公司、北京王致和（桂林腐乳）食品有限公司、桂林花桥食品有限公司，现今生产的产品商标早已改变，且据《桂林市人民政府关于确定“桂林三宝”原产地域的函》（市政函[2002]85号），三家厂商为生产“桂林三宝”的龙头企业，造成商标纠纷。
事实上，“桂林三宝”的说法在抗战前并未在桂林出现，作家叶圣陶1942年在桂林期间，在日记中记载“桂人所谓桂林三宝之一……三宝者，乳腐，月牙山豆腐及女伶小金凤也”，这也是截至2020年，有据可查且记录于民国年间最早的“桂林三宝”版本。